# Geografia do Uruguai
A Geografia do Uruguai é um domínio de estudos e conhecimentos sobre todas as características geográficas do território uruguaio. O Uruguai é o segundo menor país da América do Sul e a sua paisagem é constituída principalmente por planícies e colinas baixas (cuchilla), com uma planície costeira fértil. A terra está ocupada na sua maior parte por pradarias, ideais para a criação de bovinos e ovinos. O ponto mais elevado do país é o Cerro Catedral, com 514 m. Para sul situa-se o Rio de la Plata (Rio da Prata), que é o estuário do rio Uruguai, que constitui a fronteira ocidental do país, e do rio Paraná, que não corre em território uruguaio. O país tem apenas mais um rio principal, o rio Negro, e algumas lagunas ao longo da costa do Atlântico.

## Geologia e relevo
O Uruguai situa-se na zona de transição entre o pampa úmido da Argentina e o planalto meridional brasileiro. O relevo é constituído por dois grandes sistemas de coxilhas (elevações suaves e arredondadas) e suas ramificações. De altitude raramente superior a 300 m, as coxilhas tem seu ponto culminante no Cerro Catedral, com 513,66 m. A coxilha Grande situa-se em terrenos de embasamento cristalino e a de Haedo, sobre terrenos basálticos. Estreitas planícies margeiam o rio da Prata e a costa atlântica.

## Clima
O clima do Uruguai é temperado, mas relativamente quente, visto que temperaturas negativas, relativamente frequentes nas noites de inverno, não descem muito abaixo de zero, enquanto os verões são amenos no extremo sul do país (nas regiões de Montevidéu e de Punta del Este), tornando-se mais quentes em direção ao norte. O terreno plano fica de certo modo vulnerável a rápidas mudanças nas frentes meteorológicas e também ao pampero, um vento frio e ocasionalmente violento que sopra para norte desde as planícies das pampas na Argentina.
A temperatura média anual varia dos 16 °C em Montevidéu, Punta del Este e Rocha, aos 19,5 °C em Salto e Artigas, e a precipitação média anual varia dos 1.000 mm no sul do país aos 1.400 mm no norte. Em Montevidéu, o mês mais quente é janeiro, com temperatura média de 22 °C, enquanto o mês mais frio é julho, com média de 10 °C. As temperaturas máxima e mínima recordes registradas no país são de 44 °C, em Paysandú (em 20 de janeiro de 1943), e de -11 °C, em Melo (em 14 de junho de 1967). As geadas são bastante frequentes no inverno, mas a queda de neve registrou-se apenas em ocasiões muito esparsas.

## Hidrografia
A rede fluvial é comandada pelo rio Uruguai, que recebe como afluentes o Quaraí, o Arapey, o Daymán, o Quegay, o Haedo e o Negro. É navegável por embarcações de pequeno calado desde Salto, a 320 km de sua foz. O rio Negro, o maior do país, é navegável apenas em seu curso inferior e recebe por sua vez as águas do Tacuarembó e do Yí. Para o estuário do Prata corre o Santa Lucía, engrossado pelo San José e pelo Pintado e, para a lagoa Merín (Mirim), o Yaguarón (Jaguarão), o Tacuarí e o Cebollatí.

## Vegetação
A vegetação dominante é a dos campos (praderías), ricas em gramíneas, enquanto as florestas, na forma de matas ciliares, cobrem uma parte muito pequena da área total. As principais espécies arbóreas são o umbuzeiro, o amieiro, a piteira, o choupo, a acácia e o eucalipto.

## Fauna
No que tange à fauna, ainda se vêem onças nas áreas mais remotas. Outros mamíferos nativos são a raposa, o veado, gato-do-mato, a capivara e alguns pequenos roedores. Os mamíferos marinhos abundam nas rochas e ilhotas desabitadas da costa atlântica, como a Isla de Lobos. No mesmo litoral, lagoas abrigam grandes colônias de aves aquáticas, como o pato-real. Há também periquitos, abutres, corujas e flamingos. São comuns as aranhas e cobras venenosas, além de lagartos e tartarugas.